# فرح فرانكلين
فرح فرانكلين (بالإنجليزية: Farrah Franklin)‏ (و. 1981  م) هي ممثلة، وموسيقية، ومغنية، وعارضة، وممثلة أفلام، وراقصة أمريكية، ولدت في دي موين، آيوا، بدأت مشوارها المهني سنة 1999.

## وصلات خارجية
- فرح فرانكلين على موقع IMDb (الإنجليزية)
- فرح فرانكلين على موقع ميوزك برينز (الإنجليزية)
- فرح فرانكلين على موقع أول موفي (الإنجليزية)
- فرح فرانكلين على موقع أول ميوزيك (الإنجليزية)
- فرح فرانكلين على موقع ديسكوغز (الإنجليزية)
- فرح فرانكلين على موقع قاعدة بيانات الفيلم (الإنجليزية)